# Francisco de Santiago
Fray Francisco de Santiago, de nombre de nacimiento Francisco Veiga, (Lisboa, ¿1578?-Sevilla, 6 de octubre de 1644) fue un compositor portugués que desempeñó el cargo de maestro de capilla de la Catedral de Sevilla entre 1617 y 1642.

## Vida
Francisco Veiga nació en Lisboa hacia 1578. Aprendió el arte de la Música en la misma ciudad, posiblemente con Manuel Cardoso. Aprovechando la facilidad de movimiento durante la Unión Ibérica, viajó al reino de Castilla en busca de trabajo como maestro de capilla. Este puesto lo obtuvo inicialmente en la Catedral de Plasencia (provincia de Cáceres), el 16 de febrero de 1596, pero debido a diversas desavenencias debido a su gran inexperiencia profesional, fue despedido pocos meses después.
En esa época se trasladó a Madrid, donde ingresó en la Orden de los Carmelitas Calzados, adoptando el nombre de «Francisco de Santiago». En la comunidad madrileña de Convento del Carmen Calzado también desempeñó funciones de maestro de capilla, aunque de manera francamente residual. En la Catedral de Sevilla encontró su más alto y último cargo, sucediendo a Alonso Lobo, oficialmente desde el 15 de abril de 1617.
Según Diogo Barbosa Machado, fue «uno de los más célebres maestros de música que florecieron en su época» y, de hecho, su producción musical circuló intensamente en la Península ibérica y los virreinatos americanos, destacándolo como uno de los más importantes del primer Barroco. Aunque su principal lugar de trabajo fue Castilla, pasó una temporada en Portugal, concretamente en el Palacio Ducal de Vila Viçosa. Fue, de hecho, uno de los compositores predilectos del rey Juan IV de Portugal, aún en la condición de duque de Braganza, desarrollandose entre ambos una relación de amistad y mecenazgo. En su círculo de relaciones estuvo probablemente también el célebre pintor Diego Velázquez y el compositor Manuel Correa.
Fue maestro de capilla de la Catedral de Sevilla hasta 1643. Fallecería en la misma ciudad el 13 de octubre de 1646.

## Obra
Su producción musical fue extensa y muy apreciada por sus contemporáneos, sin embargo más de 600 de sus obras que se encontraban en la biblioteca del rey Juan IV de Portugal, se quemaron en el terrible incendio que se declaró en Lisboa tras el terremoto que tuvo lugar el 1 de noviembre de 1755.
Algunas de sus obras han sobrevivido en archivos musicales de España, Portugal, México y Bolivia. Entre ellas las siguientes:

### En español
- "Ay como flecha la niña" a 3 voces, villancico barroco a la Inmaculada Concepción.
- "Que por allí por allá", villancico barroco a la Inmaculada Concepción.
- "Muy de veras estamos pastores" a 2 y 6 voces, villancico barroco de Navidad.
- "Qué mesura señores es esta" a 8 voces, ensalada de Navidad.
- "Tírale flechas" / "Zagalejo hermoso" a 4 y 8 voces, villancico barroco de Navidad.
- "Tus divinas lágrimas bellas" villancico barroco de Navidad.
- "Un Cupido nos ha nacido" a 4 y 6 voces, villancico barroco de Navidad.
- "Arroyuelo presuroso" a 4 voces (tono humano).

### En latín
- "Missa de Batalha" a 8 voces
- "Beatus vir" a 10 voces
- "Regina coeli laetare"
- "Conceptio tua" a 5 voces
- "Conceptio tua" a 9 voces
- "Nec lingua valet" a 5 voces
- "Nos apunturis" / "Plaudat turba"
- "Virginis summe" a 5 voces
- "Missa" (incompleta)[3]